# قصر الثقافة مفدي زكرياء
قصر الثقافة مفدي زكرياء افتتح قصــر الثقـافـة رسميــا في أول نوفمبر 1984 بمناسبة الذكـرى الثلاثين لاندلاع الثورة التحريريــة، وهو مؤسسة عموميـة ذات طابــع إداري وصبغـة ثقافيـة تحت وصايــة وزارة الإتصال والثقافـــة. يقع في أعالي هضبـة العناصر (130 م فوق سطح البحر) بالجزائر العاصمة.

## التسمية
سمي القصر باسم مفدي زكريا، الشاعر الجزائري، مؤلف النشيد الجزائري قسما.

## التاريخ
افتتح القصر الرئيس الشاذلي بن جديد ووزير الثقافة عبد المجيد مزيان. هذا الأخير، رجل ذو ثقافة عظيمة معروفة ومعترف بها كواحد من أعظم المفكرين المسلمين في القرن العشرين، اعتنى ببناء قصر الثقافة، وكل التفاصيل المعمارية لجعله نصبًا تاريخيًا يعكس كل جمال ورصانة الفن الإسلامي.

## الوصول
يمكن الوصول إلى القصر بفضل محطات الحافلات العناصر وتلفريك من وادي كنيس (القبة).

## مراجع

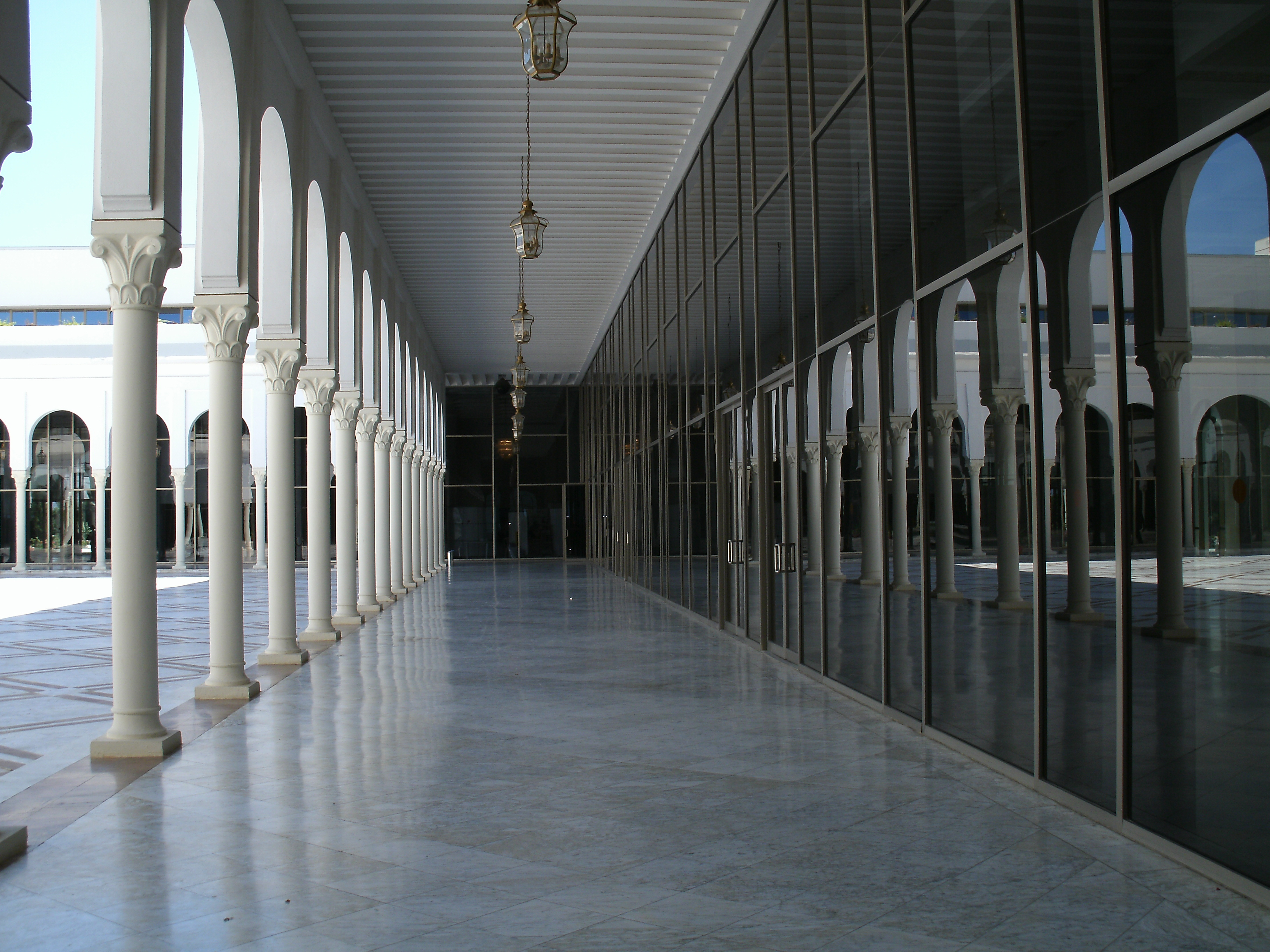
قصر الثقافة مفدي زكرياء

## وصلات خارجية
- الموقع الإلكتروني لوزارة الثقافة